# 광화문에서
《광화문에서》는 대한민국의 가수 규현의 솔로 데뷔작이다. 2014년 11월 13일 SM 엔터테인먼트를 통해 발매되었으며, KT 뮤직이 배급하였다. EP에는 음반 제목과 같은 이름을 가진 리드 싱글을 포함하여 총 7개의 트랙이 수록되어 있다.

## 배경
2014년 11월 6일, 슈퍼주니어의 막내 규현이 11월 13일에 발매될 첫 번째 솔로 미니 음반 《광화문에서》는 슈퍼주니어-M의 헨리, 샤이니의 태민, 또 다른 슈퍼주니어-M 멤버 조미에 이어 1년여 만에 SM 엔터테인먼트의 네 번째 솔로 아티스트가 됐다.
가을을 주제로 한 여러 장의 티저 이미지를 공개하는 것과 함께, 이 가수는 공식 트위터에 몇 개의 짧은 티저 스니펫을 업로드했다. 각각의 티저는 길이가 몇 초밖에 되지 않았지만, 그의 팬들에게 다가오는 미니 음반을 시식할 수 있는 기회를 주었다.

## 발매
2014년 11월 13일, 규현은 자신의 첫 번째 EP를 여러 음악 사이트를 통해 발매했고, 타이틀곡은 12시에 발매되었다. 리드 싱글은 멜론, 지니뮤직, 소리바다, 다음뮤직, 네이버 뮤직, 엠넷, 올레뮤직, 벅스, 몽키3 등 9개 실시간 차트에서 곧바로 1위를 차지하며 "올킬"을 달성했다. 그의 타이틀곡은 차트에 올랐을 뿐만 아니라, 그의 모든 곡들은 대부분의 음악 사이트에서 상위 10위 안에 들었다.

## 곡 목록
| #  | 제목                     | 작사        | 작곡                | 재생 시간 |
| -- | ------------------------ | ----------- | ------------------- | --------- |
| 1. | 〈광화문에서〉           | 켄지        | 켄지                | 4:42      |
| 2. | 〈Eternal Sunshine〉     | 양재선      | 이루마, 2FACE       | 4:15      |
| 3. | 〈뒷모습이 참 예뻤구나〉 | Honeydew'O' | Honeydew'O'         | 3:56      |
| 4. | 〈이별을 말할 때〉       | Swan        | 김태성, 김용신, 220 | 3:35      |
| 5. | 〈사랑이 숨긴 말들〉     | 양재선      | 윤영준              | 4:31      |
| 6. | 〈깊은 밤을 날아서〉     | 이영훈      | 이영훈, 켄지        | 3:23      |
| 7. | 〈나의 생각, 너의 기억〉 | 최강창민    | 황성제              | 4:31      |